# 도모데돕스카야역
도모데돕스카야역(러시아어: Домодедовская)은 모스크바 지하철 자모스크보레츠카야 선의 역이다. 오레호보 지역에 위치하고 있다. 역 이름은 도모데도보 공항에서 따온 이름이나 카시르스코예 고속도로를 따라 역에서 남쪽으로 15km 정도 떨어진 곳에 있다.

## 역사
본 역은 1985년 9월 7일 개통되었다. 개통 며칠 후, 수문 문제로 인하여 폐쇄되었다가 1985년 12월에 다시 문을 열었다.

## 기술적 특성
본 역의 구조는 3단의 얕은 재질 기둥이다. 조립된 철근 콘크리트 구조물의 전형적인 디자인을 바탕으로 하며, 26번 칸에 두개의 기둥이 있다. 기둥들 사이의 높이는 6피트 반이다.

## 테마
기둥들은 흰색과 회색 줄무늬가 있는 대리석으로 장식되어 있다. 벽에는 회색 줄무늬가 있고 바닥에는 검은 색과 회색의 기하학적 윤곽이 있다.

## 같이 보기
- (러시아어) [깨진 링크(과거 내용 찾기)] - 시간표
- (러시아어)  - 1일 수송량